# Louis-Apollinaire de La Tour du Pin-Montauban
Pour les articles homonymes, voir La Tour du Pin.
Louis-Apollinaire de la Tour du Pin-Montauban, né le 13 janvier 1744 et mort le 28 novembre 1807, fut le premier évêque de Nancy, puis archevêque d'Auch, et archevêque de Troyes.

## Biographie
Louis-Apollinaire de la Tour du Pin-Montauban est né le 13 janvier 1744 à Paris. Il appartient à l'illustre famille de La Tour du Pin originaire du Dauphiné. Destiné à l'Église, il est le vicaire général de Yves Alexandre de Marbeuf, évêque d'Autun et abbé commendataire de l'abbaye de Haute-Seille dans le diocèse de Toul en 1769.
Il est ensuite nommé évêque de Nancy, désigné le 10 août 1777, et sa désignation est confirmée le 15 décembre 1777 et il est consacré le 25 janvier 1778.
, après que le diocèse de Nancy a été érigé en évêché le 19 novembre 1777. Il résigne son siège en 1783. Il devient alors archevêque d'Auch Il est désigné le 15 juin 1783, et sa désignation est confirmée le 18 juillet 1783. En 1791, il s'oppose à la Constitution civile du clergé avant d'émigrer en Espagne.
Il se démet de cette charge le 24 octobre 1801 après la signature du Concordat de 1801. Le diocèse d'Auch fut supprimé par le concordat de 1802 et son territoire rattaché au diocèse d'Agen. Il est nommé par Napoléon Bonaparte archevêque (à titre personnel) de Troyes en 1802 et doit administrer un immense diocèse qui comprend Sens, Auxerre et Troyes. Il est désigné le 30 septembre 1802, et sa désignation est confirmée le 20 décembre 1802. Il est décédé le 28 novembre 1807. Il est inhumé dans la chapelle Saint-Pie et Saint-Apollinaire de la cathédrale Saint-Pierre-et-Saint-Paul de Troyes.

## Armes
Écartelé : d'azur à la tour d'argent au chef cousu de gueules chargé de trois casques d'argent, fermés d'or, et d'or au dauphin d'azur, crêté, oreillé et barbé de gueules.

* Il y a là non-respect de la règle de contrariété des couleurs : ces armes sont à enquerre.